# Сан Салваторе (Мантова)
Сан Салваторе је насеље у Италији у округу Мантова, региону Ломбардија.
Према процени из 2011. у насељу је живело 20 становника. Насеље се налази на надморској висини од 28 м.